# Karl Korsch
Karl Korsch, född 15 augusti 1886 i Tostedt, död 21 oktober 1961 i Belmont, Massachusetts, var en tysk marxistisk teoretiker och filosof. Korsch var en av de framträdande självständiga vänsterteoretikerna. 
Korsch kritiserade vad han såg som marxismens vulgarisering i dess två former: den reformistiska socialdemokratin i väst och leninismen i öst. Han blev på grund av sin opposition utesluten från KPD i april 1926. Han tillhörde sedermera det Oberoende Socialdemokratiska Partiet USPD, ett parti besläktat med austro-marxismen och det som senare kom att benämnas eurokommunismen. 
Tillsammans med Otto Bauer, Friedrich Adler med flera var han en föregångare till den så kallade nya vänstern i Europa.
Hans skrift Marxismus und Philosophie brändes av nationalsocialister under bokbålen i Nazityskland 1933.